# Vislanda
Vislanda er et byområde i Alvesta kommun i Kronobergs län i Sverige.

## Historie
Vislanda er kyrkby i Vislanda socken og indgik efter kommunalreformen 1862 i Vislanda landskommun, hvori Vislanda municipalsamhälle den 13. marts 1914 blev oprettet til byen, og opløst den 31. december 1962. Siden 1971 har byen hørt til Alvesta kommun.

## Bebyggelsen
I Vislanda ligger Vislanda kyrka og Vislandaskolen samt to børnehaver, Tallbacken og Kvarngården. Vislanda har en dagligvarebutik (Ica Nära Dackehallen) og fire restauranter. Vislanda rummer også lægehus, tandlæge, ældreboliger, apotek, gymnasium, blomsterhandler, idrætsplads og friluftsbad.

## Forbindelser
Vislanda ligger langs med Södra stambanan. Toget ophørte med at standse i Vislanda i 1970. Men i december 2013 blev en ny station indviet og trafikken genoptaget.

## Idræt
Vislanda IF driver virksomhed indenfor fodbold, indebandy, badminton, tennis og bordtennis. Desuden findes Vislanda gymnastikförening og Vislanda Skol IF.

## Erhvervsliv
Vislanda er en mindre industriby. De fire største virksomheder er i rækkefølge: Abetong (beton), Vida-gruppen (savværk), Wica (producent af køle- og frysediske til butikker) og Svets & mekano (underleverandør til værkstedsindustrien).
I årene 1932 til 2015 lå Statens Järnvägars skrotplads i Vislanda.

### Bankvæsen
Vislanda pastorats sparbank blev grundlagt i 1873, og indgik fra 1966 i Kronobergs läns sparbank som senere blev en del af Swedbank.
Kristianstads enskilda bank havde en afdeling i Vislanda fra omkring 1870'erne. Denne bank blev senere en del af Svenska Handelsbanken.
Den 30. oktober 2015 nedlagde Swedbank afdelingen i Vislanda. Også Handelsbanken lukkede den 31. marts 2017.